# 邦迪比達體育會
邦迪比達體育會（Associação Atlética Ponte Preta）是一間位於聖保羅州坎皮納斯的巴西足球球會，也被稱為雌猴(Macaca)，而支持者則稱為(pontepretanos)，曾於2014年贏得南美球會盃亞軍。隊名中Ponte Preta是葡萄牙語，意思是「黑橋」(Preta,意思是「黑色的」，Ponte,意思是「橋」。)。

## 歷史
邦迪比達於1900年8月11日成立，首任主席為Pedro Vieira da Silva。
邦迪比達在1977年在具爭議性的州聯賽決賽中，以1-2敗給哥連泰斯。邦迪比達球員Rui Rey在球賽早段在無明顯理由之下被紅牌趕出場，而邦迪比達當年則被視為州聯賽冠軍。

## 榮譽
- 1970年 亞軍 - 州聯賽
- 1977年 亞軍 - 州聯賽
- 1979年 亞軍 - 州聯賽
- 1981年 亞軍 - 州聯賽
- 1981年 季軍 - 巴西足球甲級聯賽
- 1997年 亞軍 - 巴西足球乙級聯賽
- 2001年 季軍 - 巴西杯

## 球場
邦迪比達的主場位於摩西斯盧卡利尼，於1948年建成，能容納19,722人。

## 冷知識
- 邦迪比達是巴西最古老而仍在運作的球會之一
- 邦迪比達解作黑橋，因為球會成立時接近一條黑色的木橋
- 邦迪比達的吉祥物為雌猴，反球會反對種族歧視，因為球會曾因接受黑人球員而被拒絕參賽

## 著名球員
- Dicá
- Carlos
- Oscar
- Polozzi
- Juninho
- Valdir Peres
- Washington

## 外部連結
- 官方網站 （页面存档备份，存于）